# Sidney (Arkansas)
Sidney es un pueblo ubicado en el condado de Sharp en el estado estadounidense de Arkansas. En el Censo de 2010 tenía una población de 181 habitantes y una densidad poblacional de 32,76 personas por km².

## Geografía
Sidney se encuentra ubicado en las coordenadas 36°0′19″N 91°39′34″O / 36.00528, -91.65944. Según la Oficina del Censo de los Estados Unidos, Sidney tiene una superficie total de 5.52 km², de la cual 5.52 km² corresponden a tierra firme y (0%) 0 km² es agua.

## Demografía
Según el censo de 2010, había 181 personas residiendo en Sidney. La densidad de población era de 32,76 hab./km². De los 181 habitantes, Sidney estaba compuesto por el 95.58% blancos, el 2.76% eran afroamericanos, el 1.66% eran amerindios, el 0% eran asiáticos, el 0% eran isleños del Pacífico, el 0% eran de otras razas y el 0% pertenecían a dos o más razas. Del total de la población el 1.66% eran hispanos o latinos de cualquier raza.